# 卡勒姆·霍金斯
卡勒姆·霍金斯（英語：Callum Hawkins，1992年6月22日—）生于伦弗鲁郡埃尔德斯利，是一名英国男子田径运动员，主攻长跑及马拉松项目。他的哥哥德雷克同样也是一名长跑选手。两人受父亲罗伯特的影响开始从事长跑运动。卡伦后来赴美国的巴特勒大学就读，并代表该大学参加美国国内校际比赛。2017年，他在伦敦举行的世界田径锦标赛男子马拉松项目上获得第4名，追平英国选手在世锦赛该项目上的最好名次。